# 陈圩乡
陈圩乡，是中华人民共和国江苏省宿迁市泗洪县下辖的一个乡镇级行政单位。2020年7月，撤销半城镇、陈圩乡，设立新的半城镇。以原半城镇、陈圩乡的行政区域，以及陈圩林场的半城分场、马浪湖分场区域为半城镇行政区域。

## 行政区划
陈圩乡下辖以下地区：
陈圩社区、穆庄村、王岗村、刘西嘴村、颜莲村、陈南村、张秦村、顾北村、大王村、祖姚村、何邵村、刘宋村、马浪湖林场生活区、渔沟养殖场生活区、郁咀养殖场生活区和陈圩林场生活区。